# Leurophyllum consanguineum
Leurophyllum consanguineum är en insektsart som först beskrevs av Jean Guillaume Audinet Serville 1838.  Leurophyllum consanguineum ingår i släktet Leurophyllum och familjen vårtbitare. Inga underarter finns listade i Catalogue of Life.